# Paul Citroen
Roelof Paul Citroen (Berlijn, 15 december 1896 – Wassenaar, 13 maart 1983) was een Nederlandse kunstschilder, tekenaar, en collagemaker, tevens kunstverzamelaar, fotograaf en postzegelontwerper. Hij was medeoprichter van de Nieuwe Kunstschool in Amsterdam en heeft ook als docent een belangrijke rol gespeeld in de geschiedenis van de Nederlandse kunst van de 20e eeuw.

## Biografie en opleiding
Paul Citroen groeide op in Berlijn in een Joods gezin. Zijn Nederlandse vader Hendrik Roelof Citroen (1865–1932) had een bonthandel in Berlijn. Zijn moeder Ellen Philippi (1872–1945) was van Berlijns-joodse komaf. Citroen beschreef het milieu waarin hij opgroeide als 'burgerlijk'. Er was veel aandacht voor kunst en cultuur; zijn vroege tekentalent werd door zijn ouders gestimuleerd. Paul bezocht het Askanisches Gymnasium. Op zijn veertiende verruilde Paul het gymnasium voor de tekenschool. Twee jaar later in 1912 vervolgde hij zijn opleiding aan de 'Studien-Ateliers für Malerei und Plastik', waar hij traditioneel naturalistisch werd geschoold. Hij kreeg belangstelling voor de avant-garde die zich in Berlijn ontwikkelde en maakte kennis met moderne stromingen als expressionisme, dadaïsme en kubisme. 
Omdat zijn vader Nederlander was werd Paul in de Eerste Wereldoorlog gemobiliseerd voor het Nederlandse leger. Er zijn enige details hierover te vinden in het militieregister van de gemeente Amsterdam. Paul wordt met een lengte van 1707 millimeter goedgekeurd op 29 mei 1915; wegens een 'zakaderbreuk' wordt afgeraden hem bij de bereden troepen te plaatsen. Er zijn meldingen dat hij gelegerd zou zijn in Alkmaar; het register meldt echter een eerste plaatsing in december bij de infanterie te Naarden. Maar met Kerst 1915 krijgt hij al uitstel van eerste oefening en gaat voor lang verlof terug naar Duitsland. Dat wordt verlengd tot 1918 en in september van dat jaar wordt hij definitief afgekeurd ('ontslagen wegens lichamelijke gebreken').   
Inmiddels was Citroen in 1917 vertegenwoordiger voor Nederland geworden, van de Berlijnse expressionistische kunstgalerie Der Sturm van Herwarth Walden. Zo kwam hij in het boekhandelsvak terecht; in de periode 1916-1918 is hij Nederland regelmatig blijven aandoen. Na de oorlog pakte hij zijn kunstopleiding weer op en bezocht van 1919-1921 de Kunsthochschule te Berlijn (tegenwoordig Universität der Künste Berlin). In deze periode begon hij al kunst te verzamelen met name van de schilders van Der Blaue Reiter. Met zijn schoolvriend Erwin Blumenfeld - de later wereldberoemde fotograaf, die in 1921 met Lena Citroen (een nicht van Paul) trouwde - had hij al vroeg fotografische experimenten uitgevoerd. In de jaren 1922-1924 rondde hij zijn opleiding af aan het Bauhaus in Weimar. Daar waren Johannes Itten en László Moholy-Nagy zijn docenten, maar ook Paul Klee en Wassily Kandinsky die zich na Der Blaue Reiter aan het Bauhaus hadden verbonden.  
Citroen bleef internationaal reizen en handelen in kunst en - min of meer opgedrongen door zijn vader - ook in bont. Na korte verblijven in Zwitserland en Parijs vestigde hij zich eind 1928 definitief in Amsterdam, waar hij in 1929 trouwde met Céline (Lien) Bendien. Als huwelijkscadeau gaven zijn schoonouders hem zijn eerste (9x6 cm) fotocamera. In 1930 werd hun enig kind geboren; een dochter die zij PauLien noemden. In 1936 verhuisde het gezin van Amsterdam naar Wassenaar, waar Citroen tot aan zijn dood bleef wonen. 
Na het overlijden van Lien in 1961, hertrouwde Paul Citroen in 1964 met Christi Frisch.

## Oorlog
De Tweede Wereldoorlog heeft grote invloed op Citroen gehad. Vanwege hun Joodse afkomst moest het gezin onderduiken en overleefde dankzij hulp van verzetsmensen. Op 28 augustus 1942 werd Citroen gewaarschuwd over een op handen zijnde arrestatie. Hij vluchtte naar Maria Helena Friedlaender, die meer onderduikers verborg op de zolder van haar huis in Wassenaar. Maria was de niet-joodse echtgenote van Henri Friedlaender (een bekende graficus); een Joodse jeugdvriend van Citroen uit Berlijn. Henri zelf was gedurende de oorlogsjaren ondergedoken in het tuinhuis in Wassenaar. Nadat het gezin Citroen ruim 1 jaar bij Friedlaender ondergedoken was geweest, moest begin 1944 naar een veiliger onderkomen worden gezocht. Céline en Paulien vonden hun schuilplaats bij uitgeverij ‘ De Driehoek’ van Henri Methorst in 's-Graveland. Paul verhuisde naar een onderduikadres in Laren. Tijdens de oorlog bleef hij wel doorwerken; in deze eenzame periode betekende dat vooral zelfportretten. Na D-day in juni 1944 voegde hij zich bij zijn vrouw en dochter in ’s-Graveland. Voor zover bekend kon hij daar tot eind 1944 blijven en heeft hij daarna, mogelijk gescheiden van zijn gezin, nog op meerdere adressen ondergedoken gezeten op het platteland.  
Het intensieve contact met andere kunstenaars en zijn vrienden was tijdens de onderduikperiode bijna geheel verdwenen. Uit die oorlogsperiode stammen meerdere ingetogen zelf- en gezinsportretten, vooral houtskooltekeningen. Dit onbekendere werk schetst de gemoedstoestand van Citroen: persoonlijk en sober van toon. Pas na de oorlog kon Citroen zijn geliefde genre de portretschilderkunst weer actiever gaan beoefenen. 
De vader van Paul Citroen was in 1932 overleden, nog voor de machtsgreep van Hitler. Zijn moeder bezweek in Bergen-Belsen, juist voor het einde van de oorlog. Paul's zuster Ilse en haar man werden vermoord in Auschwitz. 

## Werk - Fotografie en schilderkunst

#### Metropolis

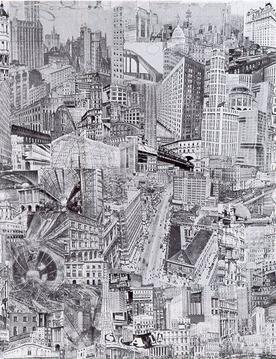
Metropolis, 1923

Het zelfportret neemt in het werk van Paul Citroen een centrale plaats in. Toch is Metropolis (1923) - een fotocollage over 'de grote stad' - een van zijn bekendste en vroege werken. Het draagt de kenmerken van Bauhaus en dadaïsme. Het werk inspireerde de Duitse regisseur Fritz Lang bij het maken van zijn filmklassieker Metropolis (1927). Citroen vertelde later dat het idee voor Metropolis bij hem opkwam naar aanleiding van een briefkaart die zijn vriend Erwin Blumenfeld maakte met uitgeknipte afbeeldingen van huizen. Metropolis wordt bewaard in het prentenkabinet van de Universiteitsbibliotheek Leiden. Daar bevindt zich ook het negatievenarchief van Citroen, dat zijn weduwe Christi Frisch in 1986 aan dit instituut schonk.

#### Fotografie
Vóor zijn schilderscarrière had Citroen zich ontwikkeld tot een zeer verdienstelijk fotograaf. Ging het in eerste aanleg meer om amateuristische familiefotografie; in de periode 1930-1935 legde hij zich toe op de professionele portretfotografie. De portretkunst, die Citroen zijn hele leven zou blijven beoefenen, begon dus met fotografie. Eind 1924 maakte zijn Bauhaus-vriend Otto Umbehr hem meer vertrouwd met het 'nieuwe medium'. Door dit als kunstvorm toe te passen stroomde Citroen mee op de golven van de Nieuwe Fotografie.
Toch kwam de doorbraak pas in 1929, toen zijn Berlijnse vriendin Marianne Breslauer, kortstondig leerlinge van Man Ray, hem uitnodigde naar Parijs te komen. Zij had al in 1928 als achttienjarige een iconische foto van hem gemaakt. Hij was door haar gefascineerd en mogelijk inspireerde zij hem tot de naaktfotografie, een genre dat Citroen eertijds veel beoefende. Het was ook Marianne Breslauer die hem in contact bracht met Werner Rohde, een kunstenaar-fotograaf uit Bremen die tijdelijk in Parijs woonde. Met hem raakte Citroen goed bevriend en zij voerden diepgaande discussies over László Moholy-Nagy's Bauhausboek Malerei Fotografie Film uit 1925. Naar Citroens idee beperkte de fotografie (zijn) artistieke expressiemogelijkheden. Technische kennis van de fotografie had geen enkele prioriteit voor hem.
Hoewel er in Citroens foto's onmiskenbaar invloeden uit zijn Bauhaus-jaren en zijn verwantschap met Blumenfeld aanwezig zijn, gaan deze in tegen de trend van de tijd, door de lossere stijl en toepassing van enige onscherpte. Citroen volgde zijn gevoel en intuïtie en lette daarbij op houding en mimiek van zijn modellen. In de fotografie miste hij echter de fysieke relatie met het materiaal (zie hieronder bij Docent: Itten). Voor Citroen als ‘mensenmens’ waren tekenen en schilderen de manieren om dichterbij iemand te komen. Veel bekende kunstenaars die voor zijn lens kwamen, poseerden later voor een schilderij of tekening van zijn hand.

#### Nederlandse kunstwereld
Gestimuleerd door de kunstenaars in zijn omgeving, kwam Citroen op het idee om een boek samen te stellen over de eigentijdse Nederlandse schilderkunst. In 1931 verscheen bij uitgeverij De Spieghel in Amsterdam: Palet. Een boek gewijd aan de hedendaagsche Nederlandsche schilderkunst. Daarin stonden naast portretten van de kunstenaars door Citroen, tevens reproducties van het werk van de geselecteerde kunstenaars, en daaronder bovendien hun eigen tekstuele bijdragen in proza of poëzie. Een breed palet derhalve.
Citroen fotografeerde onder meer de beeldhouwers John Rädecker en Hildo Krop, de schilders Else Berg en Carel Willink, de architect Gerrit Rietveld, en de artiesten Chaja Goldstein en Estella Reed. Van de laatste twee bestaan series portretten: van foto via tekening naar olieverfschilderij. Dat schetst ook de carrière-ontwikkeling van Citroen en zijn manier van werken. Iets soortgelijks geldt voor zijn contacten met schrijfster-cabaretière Erika Mann, de oudste dochter van Thomas Mann. In 1934 had Citroen kennis gemaakt met de familie Mann en ook Thomas Mann voor het eerst ontmoet. In 1935 vroeg Erika Mann aan Citroen om een portrettekening van haar, als verrassing voor de 60e verjaardag van haar vader. Dat portret vervaardigde Citroen mede aan de hand van foto's die hij van haar maakte. Naar verluidt was Thomas Mann er erg mee ingenomen. In latere jaren (1939, 1947 en 1955) heeft Citroen ook van hem nog drie portretten gemaakt, tijdens diens retraites in Noordwijk aan Zee. Diverse internationaal bekende collega's - uit de expressionistische school - werden door Citroen afgebeeld: Max Ernst, Otto Dix, Oskar Kokoschka en Marc Chagall.

#### Docent
Met zijn opleiding in het Bauhaus als basis schilderde Citroen in de 1920s en 1930s abstracte composities en experimenteerde met kleur en vorm. Dat laatste had hij vooral meegekregen van zijn materiaalmeester Johannes Itten. Aan de oefeningen met theoretische en gevoelsmatige kleur- en materiaalcontrasten, had Kandinsky met zijn leer van analyse en synthese vanzelfsprekend ook bijgedragen. Op de schouders van zijn eigen leermeesters en in navolging van het Bauhaus, richtte 1933 Citroen met Charles Roelofsz de Nieuwe Kunstschool in Amsterdam op. Ondanks gebrekkige financiën wist deze opleiding zich te handhaven tot 1943. Invallen door de Duitsers maakte toen verder functioneren van de Nieuwe Kunstschool onmogelijk. Mede door de krappe financiën in Amsterdam begon Citroen in 1937 tevens als docent aan de Koninklijke Academie voor Beeldende Kunsten (KABK) te Den Haag. Onderbroken door de oorlog was hij daaraan verbonden tot 1960. Tot zijn leerlingen behoorden Co Westerik, Hermanus Berserik en Jan Wolkers; de invloed van Citroen is vooral in het werk van Berserik terug te zien. Er was goed contact tussen en onderlinge invloed van de docenten aan de KABK, met namen als Willem Schrofer, Rein Draijer en Willem Jacob Rozendaal. Zij zetten zich af tegen de populaire CoBrA-beweging en haalden hun - meer figuratieve - inspiratie uit de School van Barbizon en de Haagse School. Met andere kunstenaarsgroepen uit de Haagse regio - zoals Verve en de Posthoorngroep - ontstond een bundeling van krachten onder de naam Nieuwe Haagse School.

#### Kleurrijke schilder
Citroen dankt zijn bekendheid bij het grote publiek aan zijn schilderijen. Zijn werk beweegt zich tussen modernisme, expressionisme en portretkunst. Hij wordt gezien als bruggenbouwer tussen het Duitse avant-gardisme (Bauhaus) en de Nederlandse kunstpraktijk. Zijn (zelf)portretten - tekeningen, en schilderijen in olie of aquarel - vormen het belangrijkste deel van zijn oeuvre. Uit de zelfportretten spreekt een introspectieve aanpak, weerspiegeld door de zwart-wit tinten (tekening, fotografie). Zijn geschilderde portretten daarentegen zijn, ook in een vrij kenmerkend kleurgebruik, juist expressief. In sommige portretten gebruikt Citroen versterkte huidskleuren (geel, blauw, paars) om een innerlijke gemoedstoestand weer te geven. Hij maakte meer dan 7.000 als 'psychologisch krachtig' gekenschetste portretten (olieverf, tekeningen en fotografie); van vrienden, schrijvers en beeldend kunstenaars. Het olieverfportret van Menno ter Braak (1939) is een voorbeeld van zijn nieuw-zakelijke stijl, met strakke contouren, terwijl de ogen juist emotie uitstralen. Bijna 20 jaar later maakte hij in opdracht een officieel portret (tekening) van prinses Beatrix. Naast portretten schilderde Citroen ook landschappen en figuren, vaak in een losse, lyrische stijl. 
In 1949 decoreerde Citroen het schip en de kerkzaal van de hervormde Maranathakerk in de wijk Duinoord in Den Haag. Hij werkte daarbij nauw samen met de Bussumse architect Frits Eschauzier (1889-1957). In hetzelfde jaar ontwierp hij de Zomerpostzegels, in heldere zomerse tinten geel en blauw. In deze serie van vijf postzegels is er één, met de afbeelding van een zomerkamp bij avond, in een donkerder groen afgedrukt.
Het werk van Paul Citroen is opgenomen in belangrijke collecties: Museum de Fundatie (Zwolle), Rijksmuseum, Stedelijk Museum te Amsterdam, Joods Historisch Museum, Kunstmuseum in Den Haag en ook in de grote musea van New York - zie de lijst hieronder. In 1948 verkocht Citroen een belangrijk werk van Carlo Carrà (Begrafenis van de anarchist Galli, 1911) aan het Museum of Modern Art in New York. Hiermee zette hij zichzelf in de kunstwereld en -handel meer op de kaart. De provincie Overijssel verwierf vanaf 1975 in verschillende fasen het grootste deel van de collectie Citroen, inclusief de door hem aangekochte en aangelegde kunstverzameling. De werken zijn in beheer bij Museum de Fundatie en diverse behoren tot de permanente tentoonstelling.

## Prijzen
- 1950 - Jacob Marisprijs voor schilderkunst[17]
- 1953 - Jacob Hartogprijs

## Werk in openbare collecties (selectie)
- Kunstmuseum Den Haag
- Hermann-Hesse-Museum, Calw: houtskooltekening van Hermann Hesse, 1962
- Literatuurmuseum, Den Haag (onder meer drie olieverfschilderijen, 43 tekeningen, drie litho's van schrijvers)
- Museum De Fundatie, Zwolle
- Rijksmuseum Amsterdam[18]
- Universiteitsbibliotheek Leiden Prentenkabinet
- Stedelijk Museum Amsterdam
- MoMA, New York
- Metropolitan Museum of Art, New York
- Art Institute of Chicago